# 川島想妃愛
川島 想妃愛（かわしま そふぃあ、1997年4月9日 - ）は、日本の元女優である。
東京都出身。元ジュネス企画所属。兄はTravisJapanの川島如恵留である。

## 人物・略歴
4歳からバレエ、5歳からジャズダンス、6歳から演劇、タップダンス、ヴォーカル、ストリートダンス、ピアノ、水泳、書道のレッスンを重ねる。
2003年8月より兄と共にアイビィーカンパニーに所属しタレント活動を始める。
2007年丸美屋ミュージカル「アニー」テシー役として東京青山劇場、大阪公演、クリスマスコンサートと務める。
2008年ジュネス企画に移籍し、公式ブログ『そふぃっちのお部屋』が開設される。
2008年5月10日劇団四季「ライオンキング」ヤングナラ役としてデビュー。2009年7月5日に卒業するまで81回の舞台を務め上げた。
2009年4月26日、開設1周年を期にブログの更新を停止する。
また2009年5月末頃、受験に専念するため、所属事務所ジュネス企画の公式サイトよりプロフィールのページが削除される。
女子学院に入学。中学では、バスケットボール部に入っている。
2016年、東京海洋大学海洋工学部に入学。

## 出演

### テレビ
- おはスタ（2004年、テレビ東京）
- にほんごであそぼ（2004年、NHK）
- 爆笑そっくりものまね紅白歌合戦（2004年、フジテレビ）
- 第46回日本レコード大賞 '04（2004年、TBS）
- えいごであそぼ（2005年、NHK）
- 舞伎たいそう♪いざやカブかん（2005年、NHK）
- 歌謡コンサート 天童よしみ（2006年、NHK）※バックダンサー
- 親と子のTVスクール（2005年・2006年、NHK）※準レギュラー

### CM
- SEGA（2005年）
- アート引越センター（2005年）
- レゴブロック（2006年）
- ピザーラ エビマヨ（2006年）
- 秋葉原電気振興会（2006年）

### 舞台・ミュージカル
- Dream Flying LIVE'04（2004年12月、東京ジョイポリス）
- 次世代ワールドホビーフェアポケモンブース（2005年）
- 次世代ワールドホビーフェアキラリカブース（2006年）
- アニー（2007年、青山劇場） - テシー 役
- アニー クリスマスコンサート2007（2007年、青山劇場）
- 劇団四季 ライオンキング 東京公演（2008年5月10日 - 2009年7月5日） - ヤングナラ 役

### DVD
- にほんごであそぼ コニちゃん さんよう（2004年）
- ひろみちおにいさんといっしょに おかたづけたいそう（2005年）
- BSおかあさんといっしょ なあんちゃって民謡（2005年）
- いざや カブかん!（2006年）
- キラキラ♪アイドルリカちゃん オリジナルダンスコレクション（2007年）